# Галифакс (графство)
Га́лифакс — графство в канадской провинции Новая Шотландия. Графство является переписным районом, но не является административной единицей провинции. Административно на территории графства расположен районный муниципалитет Галифакс и четыре индейские резервации.

## География
Графство Галифакс расположено на юго-востоке полуострова Новая Шотландия.

## История
Галифакс — одно из первых пяти графств, образованных в Новой Шотландии. Графство занимало всю площадь колонии, за исключением специально отмеченных границами графств Аннаполис, Кингс, Камберленд и Луненберг. Графство было названо в честь Джорджа Монтагу-Данка, второго графа Галифакса (1716—1771) (George Montagu-Dunk, 2nd Earl of Halifax). Граф был президентом торговой комиссии, которая сыграла большую роль в колонизации Новой Шотландии и образовании города Галифакс. Границы графства менялись в 1763 году из-за присоединения острова Кейп-Бретон и в 1784 года из-за выделения его в отдельную колонию. Кроме того, в 1784 году из состава графства было выделено графство Шелберн. В 1822 году часть города Сент-Мэрис перешла из графства Галифакс в графства Сидни (современное название Антигониш).
В 1835 году графство Галифакс было разделено на графства Колчестер, Пикту и Галифакс. Эти округа в рамках графства существовали и ранее, более того, в 1803 году была предпринята безуспешная попытка разделения. В 1863 году была скорректирована граница с графством Гайсборо, а в 1871 и 1880 годах установлена точная граница с графством Колчестер.
1 апреля 1996 года муниципалитеты графства Галифакс, городов Дортмут, Галифакс, Бедфорд, а также девень Аплендс-Парк и Вейверли объединились, образовав районный муниципалитет Галифакс. Кроме него на территории графства осталось только четыре индейские резервации, управляемые коренными народами:стр.12.

## Население
Для нужд статистической службы Канады графство разделено на районный муниципалитет и четыре индейских резервации.
| Название      | Оригинальное название | Статус               | Площадь  | Население |
| ------------- | --------------------- | -------------------- | -------- | --------- |
| Галифакс      | Halifax               | Район                | 5 490,18 | 372 679   |
| Бивер-Лейк 17 | Beaver Lake 17        | Индейская резервация | 0,80     | 21        |
| Кол-Харбор 30 | Cole Harbour 30       | Индейская резервация | 0,19     | 128       |
| Шит-Харбор 36 | Sheet Harbour 36      | Индейская резервация | 0,48     | 30        |
| Шубенакади 13 | Shubenacadie 13       | Индейская резервация | 3,97     | 0         |